# NGC 3546
NGC 3546 је елиптична галаксија у сазвежђу Пехар која се налази на NGC листи објеката дубоког неба.
Деклинација објекта је - 13° 22' 49" а ректасцензија 11h 9m 46,7s. Привидна величина (магнитуда) објекта NGC 3546 износи 13,4 а фотографска магнитуда 14,4. NGC 3546 је још познат и под ознакама MCG -2-29-7, NPM1G -13.0315, PGC 33846.